# Yoni Bloch

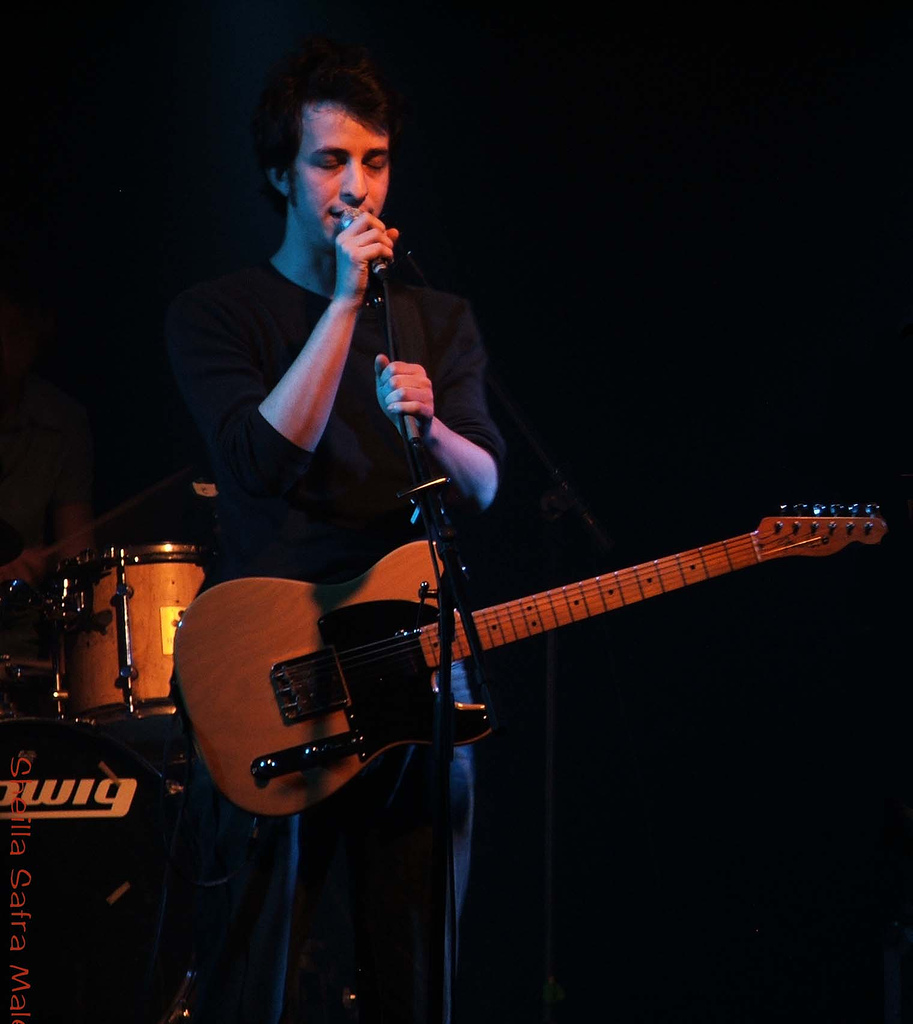
Yoni Bloch

Yoni Bloch, född 11 augusti 1981, är en låtskrivare och rocksångare från Israel.

## Uppväxt
Bloch växte upp i Beer Sheva och vid 17 års ålder flyttade med sin familj till Lehavim. Han började ta pianolektioner när han var 6 år gammal, lärde sig själv att spela gitarr och trummor, och vid 14 började skriva låtar och att komponera musik. 
Hans konstnärliga resa började på webbplatsen Bama Hadasha ("ny fas"), som ger lovande artister att publicera sina arbeten inom prosa, poesi, bildkonst, musik, etc. dotter till ordföranden i skivbolag NMC hörde Blochs låtar på plats och presenterade musiken till sin far. I en kort stund, var Blochs sånger hörs i radion. Idag är han en mycket framgångsrik musiker.

## Album
Hans första album Ulay Ze Ani ("Kanske är det Me") släpptes 2004. De flesta låtarna hade publicerats tidigare på hemsidan Bama Hadasha. Den musikaliska stilen av albumet är melodisk rock, och låtarna flyttade från rytmiska sånger till lugna och tysta sådana. Låtarna var skrivna på ett humoristiskt atmosfär, vilket uttrycktes antingen i texter eller i melodin. De flesta låtarna skrevs av Barak Feldman och komponerad av Bloch. 
I juni 2007 Bloch släppte sitt andra album Hergelim Rayym("Bad Habits").
Bloch var en domare på 5:e säsongen av den israeliska versionen av American Idol - "Kochav Nolad". 
Den 19 november 2008 släppte Bloch sitt tredje album Al Mi Ani Oved ("Vem är det jag lurar").

## Diskografi
- Ulay Ze Ani, "אולי זה אני" ("Kanske är det jag") (2004)

- Albumet innehåller singeln "Makirs Oto", "מכיר אותו" ("Känn Honom") bland annat. 
- Hergelim Rayym, "הרגלים רעים" ("Bad Habits") (2007)

- Albumet innehåller singlarna "Achraiut", "אחריות" ("ansvar"), "Nof Acher", "נוף אחר" ("Annan Synvinkel"), "Siba La'azov", "סיבה לעזוב" ("Anledning att Lämna ") och titelspåret. 
- Al mi Ani Oved, "על מי אני עובד" ("Vem är det som jag lurar?") (2008)

- Albumet innehåller singeln "Ahava Rechoka", "אהבה רחוקה" ("Distant Kärlek"), "Hakin'a" ("Svartsjuka").

## Startup
Yoni är även grundare och VD för bolaget Interlude.